# Kristofer Lehmkuhl

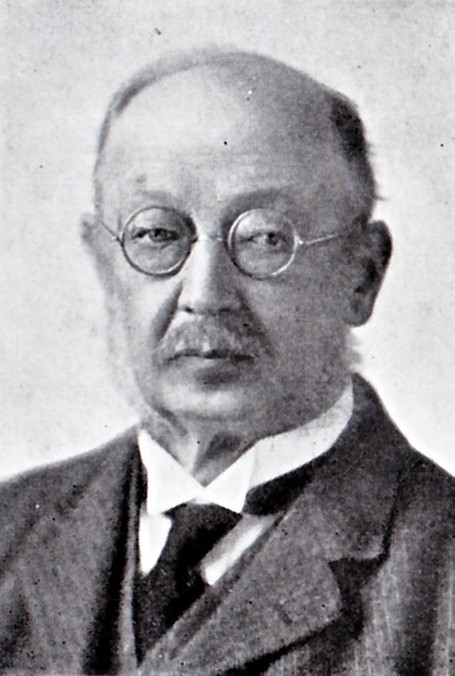
Kristofer Lehmkuhl.

Kristofer Didrik Lehmkuhl, född 26 september 1855 i Bergen, död 23 december 1949, var en norsk affärsman och politiker.
Lehmkuhl var från 1908 direktör för Det Bergenske Dampskibsselskap. Han kom att spela en viktig roll för den norska fiskerinäringen. 1903-06 var Lehmkuhl ledamot av stortinget för Högern, 1905-07 statsråd och chef för arbetsdepartementet i Christian Michelsens regering.